# Фи¹ Рака
φ1 Рака (22 Рака, лат. φ1 Cancri) — двойная звезда, которая находится в созвездии Рака. Главная звезда, φ1 Рака А, — оранжевый гигант класса K с видимой звёздной величиной в +5,58. Находится на расстоянии около 398 световых лет от Земли.

## Характеристики
Звезда превосходит Солнце по массе и радиусу - в 3.4 и 16.6 раз соответственно. Температура поверхности составляет 4175 Кельвинов, а сама звезда в 75 раз ярче Солнца.